# Orodesma nigrosparsata
Orodesma nigrosparsata là một loài bướm đêm trong họ Erebidae.